# Lutayan
Lutayan (Filipino: Bayan ng Lutayan) ist eine philippinische Stadtgemeinde in der Provinz Sultan Kudarat, Verwaltungsregion XII, SOCCSKSARGEN. Sie hat 63.029 Einwohner (Zensus 1. August 2015), die in 11 Barangays lebten. Sie wird als Gemeinde der zweiten Einkommensklasse auf den Philippinen und als teilweise urbanisiert eingestuft.  
Columbio liegt im Cotabato Valley, am Südufer des Buluan-Sees, ca. 43 km östlich von Tacurong City entfernt. Ihre Nachbargemeinden sind Buluan im Norden, President Quirino im Nordwesten, Tantangan im Westen, Koronadal City  im Süden, Columbio im Osten. 

## Baranggays
- Antong
- Bayasong
- Blingkong
- Lutayan Proper
- Maindang
- Mamali
- Manili
- Palavilla
- Sampao
- Sisiman
- Tamnag (Pob.)

## Weblink
- Informationen der Philippine Statistics Authority über Lutayan